# Lemon Sky Studios
Pour les articles homonymes, voir Lemon Sky.
Lemon Sky Studios est une studio de sous-traitance spécialisé dans la création d'effets spéciaux numériques dans le domaine du jeu vidéo et de l'animation, basé à Kuala Lumpur en Malaisie, et co-fondé en 2006 par Cheng-Fei Wong et Ken Foong. Il participe notamment au développement de Marvel's Avengers, Resident Evil: Resistance, The Last of Us Part II et Final Fantasy VII Remake,,. 